# تيان فينه
تيان فينه (مواليد 1 سبتمبر 1920) هو ملاكم فيتنامي، مثّل بلاده في الألعاب الأولمبية الصيفية 1952.

## روابط خارجية
تيان فينه على موقع أوليمبيديا (الإنجليزية)